# سم وینچستر
ساموئل «سم» وینچستر (به انگلیسی: Sam Winchester) (متولد ۲ مه ۱۹۸۳ در لورنس، کانزاس) با بازی جرد پادالکی، یک شخصیت از دو شخصیت اصلی سریال است که همراه دین وینچستر (با بازی جنسن اکلس) در تمامی قسمت‌های آن نقش آفرینی کرده‌است. نام او، از پدربزرگ مادری‌اش که ساموئل کمپبل نام داشت، گرفته شده‌است. مادر او، مری وینچستر، در شب تولد ۶ ماهگی او، هنگامی که یک شیطان او را در شعله‌های آتش فرو برد، کشته شد. سم، پس از آن اتفاق، با پدر و برادر خود زندگی کرده و توسط پدرش، شکار موجودات فراطبیعی را یادگرفته‌است. بعد از مدتی، او تصمیم می‌گیرد تا شکار کردن را رها کرده و به دانشگاه استنفورد برای تحصیل برود. در آنجا بود که او با دوست دخترش، جسیکا مور، که بعدها توسط همان شیطانی که مادر سم را کشته است، کشته شد. پس از این اتفاق، او تصمیم می‌گیرد تا برای خون‌خواهی و شکار این موجودات فراطبیعی، به برادرش دین بپیوندد.
در طول داستان، سم متوجه وجود قدرتی خاص در درونش می‌شود که می‌تواند اتفاق‌های فراطبیعی را که بعداً به واقعیت می‌پیوندند را، در کابوس‌هایی که در طی روز دارد، ببیند. او در سال ۲۰۰۷ توسط جیک تالی، در شهری متروکه که شیطان چشم زرد تمام بچه‌های دارای استعدادهای خاص را، دور هم گرد آورده بود و در آخر یک نفر باید برنده این مبارزه باشد، کشته شده بود. پس از این اتفاق، دین، روحش را برای زندگی با سم معاوضه می‌کند؛ در مقابل این‌که برای رفتن به جهنم یک سال زمان داشته باشد. پس از زنده‌شدن سم، برادران، ازازل یا شیطان چشم‌زرد را می‌کشند؛ ولی زمانی‌که ازازل، دری از جهنم (دروازه شیطان) را باز می‌کند، باعث آزادسازی صدها شیطان می‌شود که دین و سم مسئولیت کشتن آن‌ها را دارند.

## داستان

### فصل اول
در فصل اول هنگامی که وی شش‌ماهه بود عزازیل وی را به خون خود آغشته می‌کند و قابلیت‌هایی به وی می‌بخشد اما مادر سم سر می‌رسد و عزازیل مادرش را به سقف چسبانده، آتش می‌زند بعد از آن پدر سم به دنبال قاتل همسر خود می‌گردد و به فرزندانش شکارچی بودن را می‌آموزد تا به دنبال موجودات فراطبیعی باشند اما سم این‌گونه زندگی را نمی‌خواهد و در بیست سالگی بعد از دعوا با پدر خود به مدرسه حقوق می‌رود و با دختری آشنا می‌شود به جسیکا و دو سال بعد پدر وی ناپدید می‌شود و دین (برادر بزرگتر سم) از وی کمک می‌خواهد تا به دنبال پدر خود بگردند اما تلاش‌های اولیه‌شان بی‌نتیجه می‌ماند و به منزل خود بازمی‌گردد اما جسیکا را مرده می‌یابد به همان روشی که مادرش مرده بود.
وی پس از این اتفاق بازگشته تا به دنبال قاتل دوست‌دخترش برود در نهایت وی را پیدا می‌کند اما چون عزازیل در بدن پدرش حلول کرده‌بود. از کشتنش صرفنظر می‌کند، در پایان سم به‌همراه برادرش دین پدرش را می‌یابند، ایشان شیطان چشم‌زرد را که مادر سم و دین و همسر جان را کشته بود می‌یابند و در اتفاقی شیطان رانندهٔ کامیونی را تسخیر می‌کند و ماشین حاوی سم و دین و جان را مورد حمله قرار می‌دهد و آنان زخمی می‌شوند.

### فصل دوم
پس از این‌که تصادف رخ می‌دهد آن‌ها را به بیمارستان منتقل می‌کنند، سم جان سالم به‌در برده بود ولی دین به‌حالت کما فرورفت ولی پدرش با معامله‌ای با شیطان در ازای جان خودش جان دین را نجات می‌دهد و پس از این سم و دین درصدد انتقام از شیطان چشم‌زردی که پدرشان را کشته بود می‌آیند، در پایان در جریانی سم کشته می‌شود ولی دین در معامله‌ای با شیطان جان او را نجات و روح خود را به شیطان می‌فروشد و قرار می‌شود ۱ سال بعد شیطان جان دین را بگیرد و در همین راستا دو برادر درصدد نجات و درآوردن دین از معاملهٔ یادشده می‌آیند.

### فصل سوم
سم هر کاری می‌کند تا دین را از رفتن به جهنم نجات دهد. در این راه ظالم تر می‌شود و حاضر است تا هر چیز شروری را بکشد هر چند قسمتی از وجود شکارش انسان باشد (مثل انسان‌های تسخیر شیطان شده). حتی حاضر به کشتن انسان‌های جادوگر و گوردون واکر که به خون‌آشام تبدیل شده، است. سم بعداً فاش می‌کند که در تلاش است بیشتر شبیه دین شود تا اگر نتوانست روح دین را نجات دهد بتواند با دنیایی پر از شیطان مواجه شود.
در فصل سوم شیطانی به نام روبی معرفی می‌شود که در تلاش است با کمک به برادرها اعتماد سم را بدست آورد. حتی به سم می‌گوید می‌تواند دین را از رفتن به جهنم نجات دهد اگرچه در واقعیت نمی‌تواند. هم چنین فاش می‌کند چون سم از رهبری کردن گروه شیاطین سرباز می‌زند، شیطان دیگری به نام لیلیت رهبری را بدست گرفته تا سم را بکشند.
در آخر فصل، سم و دین به همراه چاقوی روبی با لیلیث مواجه می‌شوند تا آخرین تلاش برای نجات دین را بکنند. اما سگ‌های جهنمی لیلیت به دین حمله می‌کنند و سم مجبور به دیدن پاره‌پاره شدن برادرش می‌شود. سپس قصد کشتن سم را می‌کند ولی قدرتش روی او تأثیری ندارد و مجبور به فرار می‌شود.

### فصل چهارم
چهار ماه بعد، دین از جهنم برمیگردد. او و بابی در متلی سم را ملاقات می‌کنند. در حال تلاش برای چگونه زنده شدن دین، او و بابی با کستیل فرشته مواجه می‌شوند که با فرمان فرشته مقرب، میکائیل، او را احیا کرده‌است. زیرا فرشته‌ها به او و سم برای مقابله با لیلیث نیاز دارند. لیلیث در حال شکستن ۶۶ قفل برای آزادی لوسیفر و آوردن آخرالزمان به زمین است.
فاش می‌شود در این ۴ ماه، سم افسرده، دائم‌الخمر و با آرزوی مرگ بوده و تلاش‌های زیادی برای معامله با شیاطین چهار راه برای برگشت دین کرده؛ ولی هیچ‌یک قبول نکرده‌اند. او با روبی ارتباط برقرار کرده-الان در بدنی جدید- تا از او روش استفاده از قدرتش برای جن‌گیری شیاطین را بیاموزد. در این مدت، سم و روبی معشوق هم شده‌اند. وقتی دین از قضایا مطلع می‌شود سم پاسخ می‌دهد که این کار را انجام داد چون دین با او مثل آدم عجیب رفتار می‌کند. سپس قول می‌دهد دیگر از قدرتش استفاده نکند ولی وقتی مشخص می‌شود این قدرت در جلوگیری از آخرالزمان کمک می‌کند، قولش را می‌شکند.
معلوم می‌شود خوردن خون شیطان قدرت سم را زیاد می‌کند در حالیکه او را بی‌تفاوت و متکبر نیز می‌کند. سم به زودی به خون شیطان معتاد می‌شود پس دین و بابی او را در یک اتاق اضطراری زندانی می‌کنند تا ترک کند. اما کستیل ظاهر می‌شود و او را آزاد می‌کند. سپس با روبی ملاقات می‌کند و می‌فهمد برای کشتن لیلیت باید خون بیشتری بخورد. دین اقدام به کشتن روبی می‌کند ولی سم مداخله می‌کند و بین دوبرادر دعوا درمی‌گیرد. سم برنده می‌شود و دین را ترک می‌کند.
سم از کارش احساس گناه می‌کند اما پیام دین برای او، توسط فرشته‌ای به نام زکریا دستکاری می‌شود و او را برای کشتن لیلیث مصمم تر می‌کند. سم و روبی به صومعه سنت ماری رفته و لیلیت را می‌کشد. اما مرگ لیلیت آخرین قفل را برای آزادی لوسیفر می‌شکند. روبی نیز فاش می‌کند در تمام مدت سم را هدایت کرده تا قفل را بشکند. دین بالاخره وارد می‌شود و روبی را می‌کشد و سم از برادرش عذرخواهی می‌کند.

### فصل پنجم
در قفس لوسیفر باز می‌شود و سم و دین به صورت ناگهانی و با نیرویی ناشناخته (خدا) سر از یک هواپیما درمی‌آورند. سم قدرت شیطانی خود را از دست می‌دهد. نیرویی که دین و سم را به هواپیما انتقال داده بود، سم را کاملاً پاک کرده‌است. بعدها وقتی مگ به او حمله می‌کند، مگ او را مسخره می‌کند که بدون آن قدرتها باید بجنگد. سم خیلی احساس گناه برای اینکه شروع قیامت می‌کند. در یک دیالوگ دین به سم می‌گوید: من دیگر به تو اعتماد ندارم و تو شیطان را به برادرت (دین) ترجیح دادی.
بعد ار مدت‌ها سم می‌فهمد که نباید در شکارها حضور نداشته باشد و این یک خطر بزرگ است و سپس راه خود را از برادرش جدا کرد. در طول این زمان، سم سعی می‌کند که زندگی نرمالی داشته باشد. اما یک روز لوسیفر به شکل جسیکا در می‌آید و به خواب سم می‌رود و به او می‌گوید پوسته واقعی من تو هستی (سم) همان‌طور که دین پوسته میکائیل است.
سم دوباره به شکار اب دین برمی گردد زیرا از اینکه شیاطین زندگیش را کنترل کنند خسته شده و بدنبال رستگاری است. دین ابتدا مانع می‌شود ولی بعد از اینکه به آینده وحشتناک برده می‌شود و می‌بیند چه وقایع افتضاحی بخاطر جدا بودن او و سم اتفاق افتاده، دوباره با سم متحد می‌شود.
در راه پیداکردن راهی برای شکست لوسیفر، پسرها تلاش می‌کنند از کلت استفاده کنند و خدا را بیابند؛ ولی معلوم می‌شود کلت نمی‌تواند لوسیفر را بکشد و خدا هم به آخرالزمان اهمیتی نمی‌دهد. این ماجراها باعث می‌شود دین تصمیم بگیرد پوسته میکائیل شود حتی اگر نتیجه اش کشته شدن میلیون‌ها انسان باشد. اما ایمان سم به دین باعث می‌شود منصرف شود و بدنبال راه دیگری باشند. بعد از مرگ فرشته مقرب، جبرئیل، برادرها می‌فهمند که با استفاده از حلقه‌های چهار سوار آخرالزمان می‌توانند لوسیفر را به جهنم برگردانند. دین و سم قبلاً حلقه‌های جنگ و قحطی را بدست آورده بودند، بدنبال بیماری و مرگ می‌روند. در این راه سم هم دانشگاهی قدیمیش، بردی، را می‌بیند. کسی که سم را به جسیکا معرفی کرده وشیطانی است که با فرمان ازازل جسیکا را کشت. اگرچه سم قصد کشتن او را می‌کند، ولی به او برای یافتن سوار بیماری نیاز دارند.
بعد از اینکه کستیل حلقه بیماری را می‌گیرد و مرگ هم خودش حلقه اش را می‌دهد، دین و بابی با اکراه نقشه سم را می‌پذیرند. (اینکه سم پوسته لوسیفر شود و بعد به قفس بپرد تا هر دو در جهنم گیر بیفتند). وقتی به دیترویت می‌رسند سم از دین خواهش می‌کند بدنبال زندگی نرمالی با دوست دختر سابقش لیزا باشد و با بابی و کستیل خداحافظی می‌کند. سپس با لوسیفر روبرو می‌شود که فاش می‌کند از نقشه آن‌ها خبر دارد. در هر حال سم به او بله می‌گوید؛ ولی بعد از گرفتن بدن سم، لوسیفر فرار می‌کند.
در طول رویارویی لوسیفر با میکائیل (از آدام به عنوان پوسته استفاده کرد) در قبرستان استول، بشدت دین را کتک می‌زند و به در ایمپالا می‌کوبد. وقتی لوسیفر می‌خواهد ضربه مهلک خود را به دین بزند، نگاهش به سربازان اسباب بازی که در ماشین گیر کرده می‌افتد. (سم وقتی بچه بود با آن‌ها خاطرات زیادی داشت) این باعث می‌شود حافظه سم برانگیخته شود و برادریش با دین او را به لوسیفر مسلط کرده و کنترل بدنش را می‌گیرد. سم حلقه‌ها را می‌اندازد و قفس را باز می‌کند. بعد از کشته شدن توسط کستیل، میکائیل دوباره برمی گردد و می‌خواهد مانع سم شود؛ ولی سم به قفس می‌پرد و میکائیل را هم با خودش می‌برد. (لوسیفر و میکائیل در قفس گیر می‌افتند) و قفس بسته می‌شود.
بعدها نشان داده می‌شود که دین به قولش عمل کرده و پیش لیزا برمیگردد. وقتی او در هر حال شام خوردن با لیزا و بن است، یکی از چراغ‌های خیابان خاموش می‌شود و زیرش سم با چهره‌ای خالی از احساس به هیچ توضیحی ایستاده.

### فصل ششم
تقریباً یک سال از رفتن سم به جهنم می‌گذرد که بعد از نجات دین از سم جن، خودش را به او نشان می‌دهد. سپس سم توضیح می‌دهد که تمام این مدت که برگشته بدنبال نیرویی بوده که او را برگردانده و با خانواده مادریش، کمپبل‌ها، شکار می‌کرده. این گروه توسط پدربزرگش ساموئل کمپبل هدایت می‌شده که او هم احیا شده. در مدت شکار با سم، دین سریع متوجه رفتار متفاوت او می‌شود. اینها شامل استفاده از یک نوزاد به عنوان طعمه، رفتار شکنجه‌آمیز با یک کودک بخاطر گرفتن اطلاعات و بی‌توجهی به خون‌آشام شدن دین است.
بعد از مواجه با الهه وریتاس، دین و سم از رفتار سم سؤال می‌کنند. کستیل فاش می‌کند روح سم در بدنش نیست و هنوز در قفس لوسیفر است. معلوم می‌شود که کراولی، سم و ساموئل را برگردانده تا به او در پیدا کردن برزخ کمک کنند. ساموئل هم برایش کار می‌کند. کراولی بیان می‌کند اگر دین و سم به او کمک کنند او هم روح سم را برمی‌گرداند. در غیر اینصورت سم را هم به جهنم می‌فرستد. اگرچه سم هنوز خاطراتش، علایقش و تنفرهایش را از دست نداده و می‌تواند تصمیم‌های معقول بگیرد، اما کاملاً بدون احساس و عاطفه است.
با درخواست دین، مرگ روح سم را از قفس برمی‌گرداند. او در ذهن سم یک دیوار محافظتی قرار می‌دهد تا از اثرات منفی که ممکن داشته باشد، او را حفظ کند؛ ولی مرگ اخطار می‌دهد که دیوار را خراش ندهد چون خاطرات جهنم او را نابود خواهد کرد؛ ولی کستیل قصد پرت کردن حواس دین و بابی را می‌کند تا بتواند وارد برزخ شود. در این راه، کستیل دیوار را خراب می‌کند و باعث می‌شود سم اوقاتش در جهنم را به یاد بیاورد. در آخر این فصل، سم بیشتر در حال سپری کردن با روح خرابش است. مثل خاطرات دوران بی‌روح بودن و شکنجه‌ها.

### فصل هفتم
بعد از اینکه کستیل باعث می‌شود لوایتان‌ها (اولین مخلوقات خدا) آزاد شوند، سم در حال دست و پنجه نرم کردن با خاطراتش در جهنم است اگرچه به دین و بقیه هم برای متوقف کردن لوایتان‌ها کمک می‌کند. در این مدت، دوست قدیمیش، ایمی پوند را می‌بیند که مسئول کفن و دفن شده تا بتواند از مرده‌ها تغذیه کند و خودش را پایدار نگه دارد. با این حال وقتی دین می‌فهمد چند نفر را کشته تا به پسر مریضش کمک کند، او را می‌کشد. در توهم، لوسیفر به سم متلک می‌اندازد و می‌گوید هنوز در قفس است.
سرانجام سم با تمرکز روی زخمی که در دنیای واقعی برایش ایجاد شده، توهماتش را کنترل می‌کند؛ ولی وقتی مجبور به اتکا روی اطلاعات توهماتش برای نجات دین می‌شود، اوضاع دوباره بد می‌شود. پس به تیمارستان برده می‌شود. بدنبال کسی که بتواند سم را شفا دهد، دین با کستیل-که حافظه اش را از دست داده- روبرو می‌شود. وقتی کستیل دوباره قدرتهایش را بدست می‌آورد، آسیب‌های ذهنی سم را به خودش منتقل می‌کند.

### فصل هشتم
سالی که سم می گذراند در حالی که دین و کستیل در برزخ به دام افتاده اند ، از طریق فلش بک های مختلف در نیم فصل اول مشخص می شود. سم که خودش به حال خود رها شده معتقد است که دین هنگام منفجر دیک کشته شده است و شکار را رها کرد. پس از چندین ماه ، او به طور تصادفی سگ ولگرد و وحشت زده را زیر می کند و او را به بیمارستان حیوانات منتقل می کند. دامپزشکی که جان سگ را نجات می دهد - آملیا ریچاردسون - سم را متقاعد می کند تا با پذیرفتن آن ، مسئولیت سگ ولگرد را به عهده بگیرد. با وجود شروع سنگین ، سم و آملیا عاشق یکدیگر می شوند و حتی با هم در کرمیت ، تگزاس خانه ای می خرند. آنها بعداً فهمیدند که شوهر آملیا، دان ، که معتقد بود در عمل کشته شده است ، در واقع هنوز زنده است. سم می خواهد که با آملیا بماند ، اما در نهایت تصمیم می گیرد آنجا را ترک کند و به آملیا فرصت می دهد تا دوباره با دان ارتباط برقرار کند.
در اولین نمایش فصل "ما باید در مورد کوین صحبت کنیم" ، سم به دین برخورد می کند و می فهمد که دین تازه از برزخ فرار کرده است. دین با اطلاع از آنچه سم در سال گذشته انجام داده بود ، ناراحت است که سم حتی برای نجات او یا ادامه شکار تلاش نکرده است. آن ها می فهمند که کوین شش ماه پیش موفق شده بود از دست کراولی فرار کند و یک پیام صوتی ناامیدانه را برای سام رها کرد و درخواست کمک کرد. سام احساس گناه می کند و در ردیابی کوین به دین می پیوندد ، کسی که فاش می کند قطعه ای از کلام خدا را کشف کرده است که تمام شیاطین را برای همیشه از زمین خارج می کند. طلسم به سه امتحان نیاز دارد که توسط یک نفر انجام شود. اگرچه دین سعی می کند خودش این کار را انجام دهد تا از سم در برابر هرگونه پیامد احتمالی امتحانات محافظت کند ، اما سم امتحان اول (کشتن یک جهنم و غسل در خون آن) را در "دادگاه و خطا" برای محافظت از دین به پایان می رساند. او برادرش را متقاعد می کند تا به او اجازه دهد بقیه امتحان ها را انجام دهد با این استدلال که دین بسیار مایل است خود را برای امتحانات فدا کند ، در حالی که سم می جنگد تا هر دو بتوانند زندگی کنند ، بقیه را به پایان برساند. با این حال ، شروع امتحانات به سرعت شروع به "آسیب رساندن" به سم می کند که دین را نگران می کند.
پس از ملاقات با بنی - خون آشامی که به دین کمک کرد تا در عوض اینکه دین او را زنده کند ، از برزخ فرار کند - در پایان "خون برادر" ، سام بلافاصله به او بی اعتماد می شود ، و از مارتین (دوست پدرشان که قبلاً در فصل 5 ظاهر شده بود در " سام ، قطع شد " ) می خواهد تا بنی را زیر نظر بگیرد. مارتین در "Citizen Fang" با سم تماس می گیرد تا به او بگوید که او اعتقاد دارد بنی کسی را کشته است و وینچسترها را به کرنکرو ، لوئیزیانا آورده تا تحقیق کند. با این حال ، سم با دریافت پیام اضطراری از آملیا و ناتوانی در دستگیری او ، به سمت آمیلیا حرکت می کند. او متوجه می شود که آملیا با خوشحالی با دان پیوند می یابد و متوجه می شود که این متن ترفند دین برای منحرف کردن وی از بنی بوده است. سم خشمگین می شود ، اودر ابتدا از ادامه شکار با دین در قسمت زیر خودداری می کند. کستیل - که به طرز مرموزی از برزخ نجات یافته است - از کمک او برای نجات فرشته سامندریل از شکنجه کرولی کمک می گیرد و برادران را مجبور می کند که دوباره با اکراه دوباره با هم کار کنند. هنگامی سم مجبور به انتخاب بین دین و آمیلیا می شود ، او تصمیم می گیرد که دوباره به برادرش بپیوندد و کاملاً خود را متعهد می کند که جهنم را برای بازگشت به زندگی عادی خود با آملیا مهر و موم کند. در این زمان ، سم و دین با پدربزرگ پدری خود در سفر به زمان، هنری وینچستر روبرو می شوند و می فهمند که از طریق او ، آنها میراث یک جامعه مخفی منقرض شده از گردآوری کنندگان اطلاعات و آثار فوق العاده طبیعی هستند که به عنوان مردان لغت نامه شناخته می شوند. اگرچه آنها موفق می شوند ابادون اهریمنی را که در حال تعقیب هنری بود ، تسلیم کنند ، اما پدربزرگ آنها کشته می شود ، و سسم و دین آخرین پیوند مردان لغت نامه هستند. آنها سپس پناهگاه مردان لغت نامه را به عنوان اولین خانه واقعی خود به ارث می برند.
سم امتحان دوم را کامل می کند - نجات یک روح بی گناه (در این مورد ، بابی) از جهنم و فرستادن آن به بهشت - در "راننده تاکسی" با کمک بنی ، که خود را در روند راهنمایی سام و بابی از جهنم فدا می کند و در نتیجه باعث می شود که سام به دین اعتراف کند که در مورد بنی اشتباه کرده است. متأسفانه ، بیماری سم پس از امتحان ها بدتر می شود تا جایی که دین به دلیل نگرانی از وضعیت سم ، او را موقتاً از شکار محدود می کند. با این وجود ، سم همچنان مصمم است که امتحان ها را به پایان برساند و جهنم را مهر و موم کند زیرا ، با توجه به تمام موارد شکست دین در گذشته (مانند جستجوی او در هنگام برزخ) به عنوان بدترین گناهان خود ، وسواس کرده است که اجازه ندهد هیچوقت دین به جهنم برگردد. او و دین سعی در استفاده از آبادون برای سومین امتحان ، یعنی بازگرداندن انسانیت یک دیو دارند ، اما او فرار می کند در حالی که آنها با تماس کراولی ، که همه کسانی را که نجات داده اند شروع به کشتن می کند تا آنها را مجبور به لغو امتحانات کند ، حواس او را پرت می کند. بعد از اینکه کراولی عشق سم ، سارا بلیک از "Provenance" فصل 1 را کشت ، سم نابود می شود و مدت کوتاهی در فکر تسلیم خواسته های کراولی است ، اما او و دین در نهایت تسلیم می شوند تا کراولی را فریب دهند و او را در فینال فصل "ایثار" به اسارت بکشند. "تا بتوانند از اون برای امتحان سوم استفاده کنند. سم در آستانه بازیابی کامل انسانیت کراولی است وقتی که دین متوجه می شود با اتمام امتحان ها سم می کشد. اگرچه سم ، به دلیل یادآوری های مداوم دین در مورد چگونگی شکست دادن او در گناه و ناامیدی عمیق ، به هر حال می خواهد امتحان ها را به پایان برساند ، دین او را متقاعد می کند که آن را رها کند. با این حال ، اثرات امتحانات همچنان باقی است و سم را در آخرین لحظات پایانی در شرایط سختی قرار می دهد.

### فصل نهم
سم در پریمیر "من فکر می کنم اینجا دوست دارم" نزدیک به مرگ است. مشخص شده است که این امتحانات اعضای داخلی وی را به شدت سوزانده و همچنین جریان اکسیژن به مغز او را قطع کرده است و او عملا هیچ شانسی برای زنده ماندن ندارد. سم که به کما رفته است ، خوابی می بیند که در آن متوجه می شود در حال مرگ است و بین اینکه آیا حتی باید تلاش کند که مبارزه کند یا تلاش نکند ، درگیر می شود. سرانجام با تضمین اینکه این بار دیگر نمی تواند زنده بماند اجازه داد تا خودش بمیرد. با این حال ، فرشته گادریل توسط دین فراخوانده می شود تا سام را از هر طریق لازم نجات دهد. مبدل به دین ، گادریل سم را متقاعد می کند تا اجازه دهد او را نجات دهد و سم موافقت می کند. ناخواسته به گادریل اجازه می دهد تا فرشته بتواند به دلیل مبهم گادریل ، او را تصاحب کند. گادریل هشت قسمت بعدی را بدون اینکه سم متوجه شود ، از درون سم را شفا می دهد. در حقیقت ، سم کاملاً از حضور گادریل بی خبر است ، زیرا فرشته بیشتر این زمان را صرف خوابیدن در بخش ناخودآگاه سم می کند و گادریل و دین تمام تلاش خود را می کنند تا از اطلاع سم در این مورد جلوگیری کنند زیرا سم در صورت اطلاع از این امر می تواند گادریل را زودتر از موعد بیرون کند.
سم دز قسمت بعدی "سفر جاده ای" از حضور گادریل در خود به وسیله کراولی آگاه می شود در آن زمان او اجازه خود را لغو می کند و با دستور فرشته گادریل را به زور از بدن خود بیرون می کند. با وحشت گادریل ، سم همچنین متوجه شد که گادریل کوین را با استفاده از بدن خود برای اثبات وفاداری خود به متاترون کشته است. سم از اینکه دین برای زنده نگه داشتن او تا کجا پیش خواهد رفت وحشت زده و عصبانی است و احساس خیانت می کند زیرا که دین نه تنها به گادریل کمک کرد تا او را تصاحب کند و حقیقت را از او پنهان کرد بلکه او را مجبور کرد که امتحانات را تمام نکند و بنابراین دروازه های جهنم را باز نگه دارد و اجازه داد شیاطین به ویرانی ادامه دهند ، همه اینها سم را زنده نگه داشت. سم در پایان قسمت به دین می گوید او را رها کند. در قسمت بعدی "First Born" ، سم با کستیل همکاری می کند تا قطعه ای ماندگار از هاله گادریل (انرژی فرشته ای) را استخراج کند تا بتوانند او را ردیابی کنند. سم احساس گناه می کند نسبت به مرگ و میر هایی که می توانست متوقف کند به ویژه مرگ کوین، سم کستیل را ترغیب می کند که تمام هاله موجود در درون او را استخراج کند ، حتی اگر این باعث کشته شدن سم شود زیرا این لطف باعث می شود که او قبل از تصرفش به حالت مرگبار خود بازگردد. با این حال ، کستیل از به خطر انداختن زندگی سم خودداری می کند. در نتیجه ، میزان هاله ای که آنها جمع کردند برای ردیابی گادریل کافی نیست.
سم در یک پرونده در "دندان های تیز" با دین برخورد می کند. اگرچه دین سعی می کند سم را از پرونده منصرف کند تا آنها مجبور نشوند دوباره با هم کار کنند ، سم می گوید که مایل است دوباره با دین کار کند ، تا زمانی که کاملاً حرفه ای باشد ، سم به او گفت که دیگر نمی توانند برادرانه کار کنند زیرا سم دیگر به دین اعتماد ندارد. در پایان "پاکسازی" ، سم به تلاش های دین برای توجیه تصمیمات خود پاسخ می دهد و می گوید که انتخاب های دین به همان اندازه ای که دین آنها را رنگ آمیزی می کند ، فداکارانه نیستند و او با همان وضعیت همان کاری را که دین انجام داد ، انجام نمی داد که دین را به سکوت فرو برد.
سرانجام این دو نفر دوباره به هم می رسند ، زیرا سم بیشتر از تاریخچه آبادون مطلع می شود و پس از اینکه سم می فهمد که آبادون روح قربانی ها را می گیرد با اینکه آن ها را زنده رها می کند. آنها سرانجام موفق به تعیین محل پورتالی به بهشت می شوند كه به كستییل اجازه می دهد متاترون را به دام بیندازد در حالی كه دین با اولین ضربه خنجر آبادادون را می كشد - كه از خود قابیل بدست آمده و تنها سلاحی است كه می تواند یک شوالیه جهنم را بكشد - اما كستیل همچنان در حال مرگ است از هاله ای که گرفته است تا قدرت خود را بدست آورد در حالی که دین به دلیل تأثیر First Blade به یک شیطان تبدیل می شود.

### فصل دهم
پس از گذراندن شش هفته برای ردیابی دین شیطانی - همراه با درگیری کوتاه با شخصی به نام کول که پدرش توسط دین در یک شکار قبلی کشته شد - سم موفق می شود دین را در حالی که حواس او پرت است ، دستگیر کند و او را به پناهگاه برگرداند تا او را با درمان شیطان معالجه کند. علی رغم تلاش دین شیطانی برای تضعیف روابط او و سم از طریق دیدگاه تحریف شده اهریمنی ، سام سرانجام قادر است دین را درمان کند و او را به انسانیت بازگرداند ، اگرچه او همچنان نگران وضعیت احساسی دین پس از دوران شیطانی و احتمال اینکه نشانه قابیل بتواند او را دوباره متحول کند ، نگران است. بعد از اینکه دین جد آنها قابیل را کشت ، سم از برادرش خسته شده و می خواهد او را از شر نفرین خلاص کند.
وقتی دین با مرگ دیدار می کند ، او پیشنهاد می کند دین را از جامعه حذف کند به شرطی که سم را بکشد زیرا احتمالاً مداخله خواهد کرد. اگرچه او در ابتدا موافقت می کند ، سم تقریباً توسط دین داشت کشته می شد کسی که به زودی مرگ را تسلیم می کرد و مرگ را می کشت. با این حال ، به دلیل دسیسه های قبلی سم ، بدون در نظر گرفتن نشانه ، تاریکی آزاد می شود.

### فصل یازدهم
با رها شدن تاریکی ، سم و دین تصمیم گرفتند تا تاریکی را پیدا کنند ، اما متزلزل می شوند و می فهمند که موجودی که آنها شکار می کنند در اصل خواهر خدا است ، کسی که "فدا شد" تا خدا بتواند جهان را خلق کند. به عنوان زنی که خودش را آمارا می نامد ، سم می فهمد که دین از یک جذابیت پیچیده به سمت او جذب شده است ، اما مسائل حتی پیچیده تر می شوند هنگامی که کستیل موافقت کرد که بدنش را به عنوان میزبان در اختیار لوسیفر قرار دهد ، وقتی متقاعد شد که فقط یک فرشته مقرب در برابر آمارا شانس دارد. این استراتژی ناموفق شد - کستیل حدس می زند به دلیل وضعیت لوسیفر به عنوان یک فرشته بزرگ باشد - اما خدای واقعی سرانجام با وینچسترها تماس می گیرد ، اکنون مشخص شد که چاک است ، نویسنده ای که کتاب های وینچستر را نوشت ، که قادر به صلح با آمارا و عازم شدن است. سم به طور خلاصه معتقد است که دین مرده است و توسط یک زن مرموز ربوده شده است.

### فصل دوازدهم
سام توسط مردان لغت نامه انگلیس که او را شکنجه می کنند ، ربوده می شود اما او مقاومت می کند. سم بعداً به برادرش پیوست و مادرش با حمله به وینچستر ها سعی در کنترل شکارچیان آمریکا داشت و لوسیفر نیز در تلاش برای یافتن بدنی جدید به عنوان میزبان بود. سرانجام لوسیفر رئیس جمهور ایالات متحده را به عنوان میزبان در اختیار می گیرد ، اما وینچسترها قادر به بیرون کردن او از این میزبان هستند. هنگامی که وینچسترها در می یابند که لوسیفر هنگام تصاحب رئیس جمهور کودکی را باردار شد ، آنها متوجه می شوند که می توانند از مادر کودک محافظت کنند در حالی که مری احتمال اتحاد با مردان لغت نامه انگلیس را بررسی می کند. اگرچه کاستیل نتیجه گرفت که کودک لوسیفر ارزش محافظت دارد ، اتحاد بالقوه با مردان لغت نامه هنگامی پایان می یابد که گروه بیش از حد بیرحم باشد ، تا حدی که یک شکارچی را که در یک پرونده به وینچسترها کمک کرده بود بکشد ، زیرا او به طور تصادفی یکی از اعضای آنها را کشته است.

### فصل سیزدهم
وینچستر ها سرانجام می تواند لوسیفر را به جهانی موازی که آخرالزمان طبق برنامه در سال 2012 اتفاق افتاد ، تبعید کند ، اما این طرح وقتی نتیجه داد که لوسیفر نسخه جایگزین مایکل را از وجود جهان اصلی هشدار داد ، و همچنین ترک آنها با تلاش برای تربیت پسر ناگهان بزرگ شده لوسیفر ، جک کلاین.(به ترتیب زمانی جک 6 ماهه است). سم با جک پیوند می خورد که به زودی به دیدن وینچستر ها و کستیل زنده شده به عنوان پدران خود می آید ، در حالی که آنها متوجه می شوند که گابریل از مرگش زنده مانده است ، در فصل 5 ، متحد جدیدی پیدا می کنند ، اما اگرچه آنها می توانند برای نجات چندین انسان (از جمله نسخه های جایگزین بابی سینگر و چارلی بردبری) به دنیای آخرالزمان برگردند ، مایکل جایگزین ، و لوسیفر آنها را به این دنیا دنبال می کنند.
منتظر گزینه هایی برای متوقف کردن لوسیفر بعد از جمع شدن هاله جک برای شارژ قدرت خود بود ، سم توسط فرشته مقرب مورد ضرب و شتم قرار می گیرد تا اینکه دین موافقت می کند میزبان مایکل شود. سام می بیند که دین لوسیفر را شکست می دهد ، اما وقتی مایکل پس از مرگ لوسیفر کنترل بدن دین را بدست گرفت مبهوت می شود.

### فصل چهاردهم
با استفاده مایکل از بدن دین ، سم هفته های بعدی را صرف هدایت پناهندگان دنیای آخرالزمان در شکار یا سازگاری با دنیای جدید می کند. سم بعداً از اعتبار خود به عنوان یک شکارچی افسانه ای برای لغو موقعیت حاکم جهنم استفاده می کند ، تا هر شیطانی که می خواهد کنترل جهنم را بدست آورد.
هنگامی که مایکل دین را رها کرد تا به برنامه های خود ادامه دهد در حالی که تمایل دین برای مقاومت را از بین می برد ، سم برای مدت کوتاهی با برادرش تنها می شود. اما اگرچه مایکل سرانجام دین را دوباره به عنوان میزبان خود می گیرد ، دین با کمک خانواده اش می تواند مایکل را در ضمیر ناخودآگاه خود به دام بیندازد. هنگامی که دین شروع به ایجاد جعبه مالک می کند ، سم از نقشه برادرش مطلع شد اما دین دلایل سم را قبول می کند که آنها باید تلاش کنند و یک راه دیگه پیدا کنند.
سم پس از اینکه مروارید با توانایی های جادویی آنچه را که قلبش آرزو می کند به او اعطا کرد ، مدت کوتاهی با پدرش ملاقات می کند. اگرچه دین امیدوار بود که آرزوی قلبی او دور شدن مایکل از ذهنش باشد ، پیوستن به خانواده بسیار دلچسب بود. قبل از اینکه یک خط زمان جایگزین ایجاد شود ، جان مجبور شد که به زمان خودش برگردد.
دین هنوز نقشه خود را برای مهر و موم کردن در جعبه مالک رها می کند ، سم در یک شکار نسبتاً معمول ، دین ، کستیل و جک را همراهی می کند. در این بین ، سم تمایل دارد که هنگامی که دین را بیهوش می کند فقط بیدار شود و متوجه شود مایکل از ذهنش فرار کرده است. پس از شکنجه بسیاری از شکارچیان در پی او ، مایکل وینچستر ها را شکنجه می کند اما با جک کلاین روبرو می شود و کشته می شود ، که از روح خود برای استفاده از توانایی های فرشته خود استفاده می کند. در کشتن مایکل ، جک نه تنها روحش را سوخت ، بلکه لطف مایکل را نیز به خود جلب کرد ، برای بازگرداندن او به حالت قدرتمند خود به عنوان یک نفلیم. به همین دلیل ، سم هر روز بیشتر از قبل نگران وضعیت روح جک می شود.
به موازات این ، کشتی قبلی لوسیفر در حال برنامه ریزی برای بالا بردن لوسیفر از جای خالی است. جک قادر است او را در یک قتل عظیم متوقف کند که مری وینچستر را به شدت نگران کند. جک ناامید می شود و به طور اتفاقی از قدرت خود برای کشتن مری استفاده می کند. دین از مرگ مادرش آگاه می شود و با عصبانیت به خاطر از دست دادن دوباره مادرش غمگین می شود. در مأموریت کشتن جک ، چاک ظاهر می شود ، تا با تهیه اسلحه ای که با دارنده آن کاری که برای قربانی می کند انجام دهد. سم وقتی دین این مسئله را به عنوان راه حلی برای عصبانیت ساختاری خود نسبت به جک قبول می کند ، شوکه می شود اما سم به نیت خدا بدبین می شود و به زودی دین را متوجه می کند که هدفش را خالی از سکوت ، به سمت جک نشان می دهد. دین متوجه می شود که این راه حل نیست و اسلحه را انداخته و پاسخی عصبانی از چاک را به دنبال دارد. سام ، دین و کاستیل متوجه می شوند که زندگی آنها برای سرگرمی چاک چیزی بیشتر نبوده است. چاک جک را می کشد و سم به خدا شلیک می کند که به زودی هر روح شیطانی را از جهنم آزاد می کند تا در یک نمایش شگفت انگیز ناامیدی به این سه نفر حمله کند ، با جمله "داستان دیگه تموم شد. به آخرالزمان خوش آمدید". مردگان از قبر بلند می شوند و به سمت سم، دین و کستیل حمله ور می شوند و آن ها آماده مبارزه می شوند.

### فصل پانزدهم
بعد از اینکه چاک در پایان دروازه های جهنم را باز کرد ، سم ، دین ، کستیل با جلوه های پس از برخورد با انبوهی از زامبی ها و ارواح سر و کار دارد. در هیمن حال سم ، از طریق کابوس آنچه را که او معتقد است خاطرات خداوند است کشف می کند که او از طریق زخم گلوله ای که بهبود نمی یابد به چاک متصل شده است. در حالی که همه اینها ادامه دارد ، سام با گناه خود از کشتن روینا و در عین حال نزدیک شدن به آیلین برخورد می کند.
چاک آیلین و سم را به دام می اندازد و سم را مجبور می کند تا شاهد آینده های متعدد احتمالی باشد ، همانطور که امید سم مانع ترمیم زخم گلوله شده بود و اینکه سم ، دین و همه متحدانشان چاک را شکست خواهند داد. در پایان سم امید خود را از دست می دهد ، چاک با تمام قدرت برمی گردد و آیلین برای مقابله با حوادثی که چاک به وجود آورد و او را به یک نقطه ضعف برای استفاده علیه سم تبدیل کرد ، سم را ترک می کند.
با سلامتی کامل چاک ، او هر شانس سم و دین را که مانع از تجربه چیزهای عادی مانند سرماخوردگی یا دندان درد می شود ، می گیرد ، به عنوان پاسخ تماس گارت. گارت پس از نجات سم و دین ، مکانی را در آلاسکا به پسران می گوید که در آن خوش شانسی وجود دارد. سام کشف می کند که آنها با الهه فورتونا سر و کار دارند و پس از یک بازی بیلیارد بین الهه و سام ، جایی که سم می بازد ، همانطور که الهه می خواهد با چاک کنار بیاید ، شانس دین و سم باز می یابد.
در آخر سریال ، پس از مرگ دین ، سم برای همیشه پناهگاه را ترک می کند ، سگشان ، "معجزه" را با خود می برد. با گذشت سالها ، او صاحب فرزندی می شود که اسم او را به یادگار برادرش دین گذاشت. سم در پایان از پیری می میرد و با دین در بهشت ملاقات می کند.